# Freddy, le cauchemar de vos nuits
Freddy, le cauchemar de vos nuits, ou Les Cauchemars de Freddy, (Freddy's Nightmares - A Nightmare on Elm Street: The Series) est une série télévisée américaine en 44 épisodes de 50 minutes diffusée entre le 9 octobre 1988 au 11 mars 1990 en syndication. Il s'agit d'une adaptation de la franchise Freddy, lancée avec le film Les Griffes de la nuit de Wes Craven.
En France, les deux saisons ont été diffusées du 14 septembre 1991 au 11 avril 1992 sur La Cinq. Tous les samedis vers 23h30, du 9 novembre 1991 au 28 décembre 1991 les épisodes sont précédés d'une courte séquence de Sangria. Rediffusion sur Ciné FX et la première rediffusée à partir du 6 mars 2006 sur MCM.

## Synopsis
Cette série est une série d'histoires fantastiques indépendantes les unes des autres.
Dans la petite ville de Springwood, Frederick (Freddy) Krueger, est vendeur de glaces le jour et tueur en série d'enfants la nuit. Il est né du viol d'Amanda Krueger, une religieuse qui a été enfermée dans un asile psychiatrique. Freddy est acquitté des meurtres à la suite d'une mauvaise procédure de la police. Les parents des victimes décident de le traquer jusqu'à son repaire, une chaufferie abandonnée où il tue les enfants...

## Fiche technique
- Titre original : Freddy's Nightmares - A Nightmare on Elm Street: The Series
- Titre français : Freddy, le cauchemar de vos nuits ou Les Cauchemars de Freddy
- Réalisation : Anita W. Addison, Gilbert Adler (en), Jonathan R. Betuel, Charles Braverman, David Calloway, Tom DeSimone, Robert Englund, Jeff Freilich, Bill Froehlich, Mick Garris, Lisa Gottlieb, Tobe Hooper, George Kaczender, Michael Klein, John Lafia, Michael Lange, Dwight H. Little, William Malone, Tom McLoughlin, Jerry Olson, James Quinn, Keith Samples, Richard T. Schor, Don Weis, Ken Wiederhorn
- Scénario : David Ehrman, Jeff Freilich et James Cappe
- Production : Gilbert Adler (en), Marcus Keys, Jeff Freilich, Bill Froehlich, Robert Shaye et Scott A. Stone
- Musique : Nicholas Pike, Peter Bernstein et Gary S. Scott
- Photographie : David Calloway
- Montage : Arthur Lazarus Klein
- Pays d'origine : États-Unis
- Format : Couleurs - 1,33:1 - Mono / stéréo - Vidéo
- Genre : Fantastique, horreur
- Durée : 48 minutes
- Avis du public : interdit aux moins de 12 ans

## Distribution
- Robert Englund (VF : Pascal Renwick) (VQ : Éric Gaudry) : Freddy Krueger
- Eileen Seeley : Millie (2 épisodes)
- Gry Park : Lisa Blocker (2 épisodes)
- Hili Park : Merit Blocker (2 épisodes)
- Tracey Walter : Gravedigger / Eugene Moss (2 épisodes)
- Sandahl Bergman : Ginger 'Tracker' Morgan (2 épisodes)
- Lezlie Deane : Sue Kaller (a joué dans La Fin de Freddy - L'ultime cauchemar)
- Janet Tracy Keijser : Janet
- Ian Patrick Williams (VF : Daniel Russo) (VQ : Sébastien Dhavernas) : Lieutenant Timothy Blocker

## Épisodes

### Première saison (1988-1989)
1. C'était un tendre (No More Mr. Nice Guy)
2. Une vie misérable (It's a Miserable Life)
3. La Rage de vaincre (Killer Instinct)
4. Enlève ton masque (Freddy's Tricks and Treats)
5. Judy Miller (Judy Miller, Come On Down)
6. La Fête du samedi soir (Saturday Night Special)
7. La Sœur (Sister's Keeper)
8. La Fête des mères (Mother's Day)
9. L'Évasion (ou) a contre cœur (Rebel Without a Car)
10. La Mariée était en rouge (The Bride Wore Red)
11. Faites de beaux cauchemars (OU) un rêve ensanglanté (Do Dreams Bleed)
12. Le Grand Départ (The End of the World)
13. La Dernière Limite (Deadline)
14. Des billets au noir (Black Tickets)
15. Expérience dangereuse (ou) Vive l'école (School Daze)
16. La cabine de l'horreur (ou) Une envie irrésistible (Cabin Fever)
17. Le Grand Amour (Love Stinks)
18. L'Art de la mort (The Art of Death)
19. Les personnes disparues (Missing Persons)
20. Le Bout du tunnel (The Light At the End of the Tunnel)
21. Malentendu (Identity Crisis)
22. Des relations inoffensives (Safe Sex)

### Deuxième saison (1989-1990)
1. Titre français inconnu (Dream Come True) Traduction approximative : "Le Rêve devenu réalité"
2. Hôtel des cœurs brisés (Heartbreak Hotel)
3. Bienvenue à Springwood (Welcome to Springwood)
4. La Photo (Photo Finish)
5. Un Souvenir inoubliable (Memory Overload)
6. Le hasard fait bien les choses (Lucky Stiff)
7. Le silence est d'or (Silence is Golden)
8. Les Liens du sang (Bloodlines)
9. Des rêves bien ennuyeux (Monkey Dreams)
10. Les enfants de la clémence (Do You Know Where Your Kids Are?)
11. Le rêve qui tue (Dreams That Kill)
12. Titre français inconnu (It's My Party and You'll Die If I Want You To) Traduction approximative : "C'est ma fête et tu mourras si j'en ai décidé ainsi"
13. Titre français inconnu (What You Don't Know Can Kill You) Traduction approximative : "Ce que vous ignorez peut vous tuer"
14. Titre français inconnu (Easy Come, Easy Go) Traduction approximative : "Ça va, ça vient"
15. Titre français inconnu (Prime Cut) Traduction approximative : "Une pièce de premier choix"
16. Intérieur de rêve (Interior Loft)
17. Intérieur de rêve plus tard (Interior Loft-Later)
18. La Grande Farce (Funhouse)
19. Titre français inconnu (A Family Affair) Traduction approximative : "Une affaire de famille"
20. Titre français inconnu (Dust To Dust) Traduction approximative : "De la poussière à la poussière"
21. Titre français inconnu (Prisoner of Love) Traduction approximative : "Prisonnier de l'amour"
22. Titre français inconnu (Life Sentence) Traduction approximative : "Condamnation à vie"

## Freddy dans 8 épisodes
Les 8 épisodes avec Freddy dans le rôle principale : 4 épis saison 1 + 4 épis saison 2 :
- S.1 : C'était un tendre + Enlève ton masque + La Sœur + Des relations inoffensives
- S.2 : Le Rêve devenu réalité + La Photo + Le rêve qui tue + C'est ma fête et tu mourras si j'en ai décidé ainsi

## Récompenses
- 1990 : Nomination au prix de la meilleure série télévisée, lors de l'Académie des films de science-fiction, fantastique et horreur

## Commentaires
- Cette série constitue un prélude à la saga. C'est Freddy Krueger lui-même qui raconte chaque histoire, il apparaît comme personnage principal dans quelques épisodes. Il commente et influence les personnages dans leurs rêves mais n'a qu'un rôle mineur dans la majorité des épisodes.
- Dans le premier épisode réalisé par Tobe Hooper "C'était un tendre", On peut voir l'origine de Freddy vivant et le voir brûler par les parents.
- L'acteur Brad Pitt fait une apparition dans le 14e épisode de la 1re saison, Des billets au noir (Black Tickets), diffusé le 5 février 1989.
- L'acteur Richard Speight Jr. fait deux apparitions dans la 2e saison, La Photo (Photo Finish) et It's My Party and You'll Die If I Want You To.

- Robert Englund a réalisé deux épisodes : le 16e épisode de la 1re saison et le 9e épisode de la 2e saison.

- D’après sa légende, Freddy est né en 1942 et décédé en 1968 dans l’incendie perpétré par les parents des enfants qu'il avait auparavant tué ou agressé. Il mesure 1.76 m et vit à Elm street, Springwood, dans l’Ohio. Sa mère s’appelle Amanda Krueger, sa femme Loretta. Il a eu une fille : Kathryn Krueger. Son accoutrement favori est un pull à bandes vertes et rouges, accompagné d'un chapeau ("un feutre"), ainsi que son fameux gant aux griffes d'acier[5].